# Caracalla
Marcus Aurelius Antoninus (n. 4 aprilie 188 d.Hr., Lugdunum, Imperiul Roman, Gallia Lugdunensis – d. 8 aprilie 217 d.Hr., Haran⁠(d), Şanlıurfa, Imperiul Roman), cunoscut sub numele Caracalla sau Caracala, a fost împărat roman din dinastia Severilor (211 - 217).

## Biografie
Porecla Caracalla derivă de la denumirea celtică a unei mantale purtate în Galia.
Fiu al lui Septimius Severus și al Iuliei Domna, născut la Lugdunum (astăzi Lyon), Caracalla a fost desemnat ca caesar (196) și augustus (198). La moartea tatălui său, survenită la 4 februarie 211, Caracalla a devenit coîmpărat, alături de fratele său Geta.
Ura dintre cei doi frați a dus, în februarie 212, la asasinarea lui Geta în palatul din Roma, urmată de uciderea a 20.000 de susținători ai acestuia. Caracalla a continuat politica lui Septimius Severus de întărire a autorității imperiale, având ca principal sprijin armata.

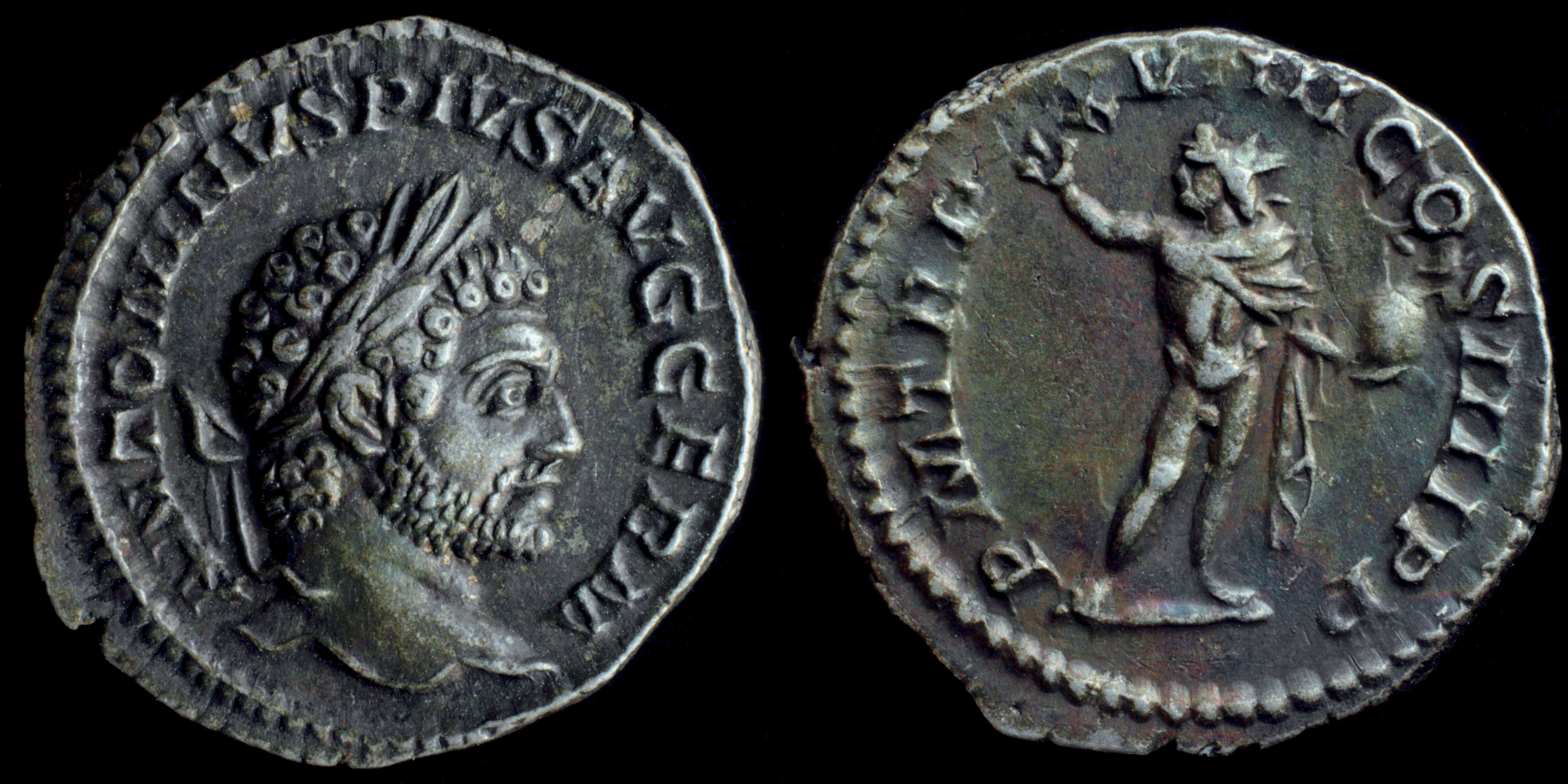
Denar de argint. Față: capul lui Caracalla împodobit cu lauri.

Potrivit surselor istorice, Caracalla era un eretic și neglijent în cadrul atribuțiilor privind conducerea imperiului. Cassius Dio a relatat că împăratul convoca curtea foarte rar și că în timpul vizitei în Nicomedia (214/215) a delegat-o pe mama sa, Iulia Domna, să se ocupe de câteva probleme administrative.
Ca urmare a lungului proces de formare a statului, Caracalla a emis în primul său an de domnie, 212, edictul Constitutio Antoniniana.
Pe plan militar, Caracalla a dus o politică externă ofensivă. La est de Rin a dus campanii împotriva alemanilor (213), la Dunăre împotriva carpilor (214), iar în 215 a pornit un nou război împotriva Imperiului Part. Bun comandant militar, Caracalla a efectuat în 213 o călătorie în Dacia, în cadrul programului său militar de întărire a fruntariilor europene ale Imperiului Roman. Prezența i-a fost atestată de inscripții numeroase și câteva fragmente statuare găsite la Porolissum (Moigrad, jud. Sălaj). Cele două fortificații romane de la Porolissum, castrele, câte una pe dealurile Pomet și Citera ale localității, împreună cu un sistem defensiv complex, situat pe culmile sau la poalele Munților Meseșului, au reprezentat cheia de boltă a apărării romane în regiunea nord-vestică a Daciei.
Caracalla și-a pus titlurile "pacator" și "nume praeseus", declarându-se un Alexandru al Orientului. A fost asasinat în aprilie 217, în timpul campaniei militare din Mesopotamia, la instigarea prefectului pretoriului, Marcus Opellius Macrinus, care s-a proclamat apoi împărat. Echilibrul economic nu a putut fi restabilit sub Macrinus și urmașii săi. Din acest motiv, a urmat o perioadă de dezordine și pe plan monetar.